# Stražgonjca
Stražgonjca – wieś w Słowenii, w gminie Kidričevo. W 2018 roku liczyła 216 mieszkańców.